# Блоссем (мис, Аляска)

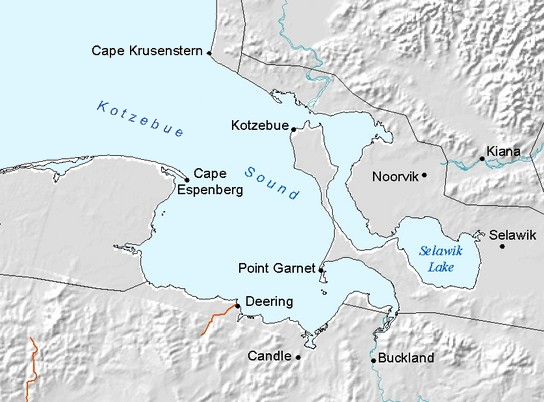
Мис Блоссем — точка на півострові Болдуін між містом Коцебу і мисом Гарнет у затоці Коцебу

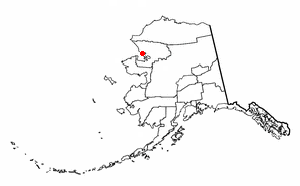
Розташування мису Blossom на Алясці

Мис Бло́ссем (англ. Cape Blossom) — мис на півострові Болдуїн на Алясці, який охоплює виступ, що витягнувся в затоку Коцебу в південно-західному напрямку, розташований між містом Коцебу і мисом Гарнет (англ. Point Garnet) — 18 км на південь від міста Коцебу.
Цей мис в 1826 році капітан Королівського військово-морського флоту Фредерік Вільям Бічі назвав на честь свого судна HMS «Blossom».
Не слід плутати мис Блоссем на Алясці з мисом Блоссом на острові Врангеля.